# Albert Stoessel
Albert Stoessel (Saint Louis, Missouri, 1894. október 11. – New York, 1943. május 12.) amerikai karmester és zeneszerző.
Berlinben tanult hegedűművészetet. 1921-ben lett a New York-i Oratorio Society igazgatója (apósa, W. Damrosch utódaként). 1923 és 1930 között a New York University zenei tagozatát, majd a Julliard School operarészlegét vezette. Jelentősebb művei: Garrick (1937, opera), Cyrano de Bergerac (1928, szimfonikus portré), egy zongoraverseny (1935).